# M-teoria
M-teoria – hipotetyczna teoria fizyczna mająca unifikować wszystkich pięć wersji teorii superstrun oraz jedną z teorii supergrawitacji. Jej sformułowanie przewidział po raz pierwszy Edward Witten wiosną 1995 na konferencji w University of Southern California. Wystąpienie Wittena zainicjowało serię badań nazwaną drugą rewolucją superstrunową.
Przed wystąpieniem Wittena teoretycy strun określili 5 wersji teorii superstrun. Choć początkowo wydawały się one od siebie różnić, prace fizyków wykazywały, że teorie te wiążą się ze sobą w zawiły, nietrywialny sposób. W szczególności fizycy doszli do wniosków, że widocznie różniące się teorie wiążą się ze sobą poprzez przekształcenia matematyczne zwane S-dualnością i T-dualnością. Przypuszczenie Wittena bazowało częściowo na obecności tych dualności i po części na związkach pomiędzy teoriami strun a teorią pola zwaną jedenastowymiarową supergrawitacją.
Chociaż kompletnego sformułowania M-teorii nie stworzono, teoria ta powinna opisywać 2- i 5-wymiarowe obiekty zwane branami. Powinna też być aproksymowana przez 11-wymiarową grawitację w niskich energiach. Współczesne wysiłki sformułowania M-teorii typowo bazują na teorii macierzy lub korespondencji AdS/CFT. Zgodnie z Wittenem M może oznaczać „magiczna”, „tajemnicza” bądź „membrana”, a właściwe znaczenie nazwy zostanie rozstrzygnięte, gdy będzie już znane bardziej podstawowe sformułowanie tej teorii.
Poszukiwania struktury matematycznej M-teorii doprowadziły do ważnych wyników teoretycznych w fizyce i matematyce. Bardziej spekulatywnie M-teoria może stanowić ramę dla rozwoju teorii unifikującej wszystkie oddziaływania podstawowe przyrody. Wysiłki zmierzające ku powiązaniu M-teorii z eksperymentem skupiają się na kompaktyfikacji jej dodatkowych wymiarów dla konstrukcji modeli naszego czterowymiarowego świata.

## Wprowadzenie

### Grawitacja kwantowa i struny

Otwarte bądź zamknięte struny są podstawowymi obiektami opisywanymi przez teorię strun

Jednym z największych problemów współczesnej fizyki jest grawitacja kwantowa. Współczesne rozumienie grawitacji bazuje na einsteinowskiej ogólnej teorii względności, sformułowanej w ramach fizyki klasycznej. Jednak podstawowe oddziaływania niegrawitacyjne opisuje się dzisiaj za pomocą mechaniki kwantowej, stosując radykalnie odmienny formalizm dla opisu zjawisk fizycznych, bazujący na prawdopodobieństwie. Kwantowa teoria grawitacji pomogłaby pogodzić ogólną teorię względności z zasadami mechaniki kwantowej. Konieczność kwantowego opisu grawitacji wynika z faktu niemożności konsekwentnego przełożenia systemu klasycznego na kwantowy. Jednak przy próbach zastosowania zazwyczaj stosowanych w teorii kwantów metod do opisu siły ciążenia pojawiają się trudności. Z technicznego punktu widzenia problem polega na tworzeniu teorii, które nie są renormalizowalne, wobec czego nie mogą służyć do konstruowania hipotez o sensie fizycznym.
Teoria strun dostarcza teoretycznych podstaw do badań zmierzających do pogodzenia grawitacji i mechaniki kwantowej. W teorii strun cząstki traktowane jako punkty w fizyce cząstek zastępowane są jednowymiarowymi obiektami zwanymi strunami. Teoria strun opisuje, w jaki sposób struny ulegają propagacji w przestrzeni i oddziałują ze sobą nawzajem. W danej wersji teorii strun występuje tylko jeden ich rodzaj, który może przypominać niewielką pętlę bądź segment zwykłej struny, może ona wibrować na różne sposoby. W przypadku skali odległości przekraczającej rozmiary strun obiekt taki przypomina zwykłą cząstkę, z jej masą, ładunkiem i innymi właściwościami determinowanymi przez drgania struny. W ten sposób każdą z cząstek elementarnych można rozpatrywać jako drgające struny. Jeden ze stanów wibrującej struny odpowiada grawitonowi, hipotetycznej cząstce przenoszącej w mechanice kwantowej oddziaływanie grawitacyjne .
Istnieje kilka wersji teorii strun: typ I, typ IIA i typ IIB, a także dwie odmiany heterotycznej teorii strun (SO(32) i E8×E8). Te odmienne teorie dopuszczają istnienie różnych typów strun, a cząstki powstające w niskich energiach wykazują różne symetrie. Przykładowo w typie I obecne są zarówno struny otwarte (posiadające końce), jak i zamknięte (tworzące pętle), natomiast typy IIA i IIB pozwalają jedynie na struny zamknięte. Każda z wymienionych pięciu teorii stanowi szczególny przypadek graniczny M-teorii. Teoria ta, jak jej poprzedniczki-teorie strun, stanowi przykład kwantowej teorii grawitacji. Opisuje siły takie jak oddziaływanie grawitacyjne, zgodnie z regułami mechaniki kwantowej.

### Liczba wymiarów

Przykład kompaktyfikacji: w dużej skali powierzchnia dwuwymiarowa o jednym wymiarze zwiniętym wydaje się jednowymiarową

W codziennym życiu obserwuje się 3 wymiary przestrzenne: długość, wysokość i szerokość. Ogólna teoria względności Einsteina traktuje jako wymiar również czas. Czasu i przestrzeni nie traktuje się jak osobnych bytów, zamiast tego łączy się je w czterowymiarową czasoprzestrzeń. Na tych podstawach zjawisko grawitacji traktuje się jako konsekwencję geometrii czasoprzestrzeni.
Jako że Wszechświat dobrze opisuje się przy użyciu czterowymiarowej czasoprzestrzeni, istnieje kilka przyczyn, dla których fizycy rozważają teorie obejmujące inne wymiary. W pewnych przypadkach, przez modelowanie czasoprzestrzeni w różnej liczbie wymiarów, teoria staje się dogodniejsza pod względem matematycznym, można przeprowadzić obliczenia i dojść do ogólnych spostrzeżeń w łatwiejszy sposób. Przykładowo w kontekście korespondencji AdS/CFT teoretycy często formułują i badają teorie grawitacji w niefizycznych liczbach wymiarów przestrzennych. Istnieją też sytuacje, w których teorie w 2 lub 3 wymiarach przestrzennych są użyteczne dla opisu zjawisk w fizyce materii skondensowanej. Ponadto istnieją scenariusze, w których może być więcej niż 4 wymiary czasoprzestrzeni, których jednak nie udaje się na razie wykryć.
Wartą odnotowania cechą M-teorii i teorii strun jest to, że obie wymagają dodatkowych wymiarów czasoprzestrzennych dla utrzymania matematycznej spójności. W teorii strun czasoprzestrzeń jest dziesięciowymiarowa, podczas gdy w M-teorii liczy ona 11 wymiarów. Aby opisać realne zjawiska przy użyciu tych teorii, trzeba przyjąć, że dodatkowe wymiary nie uwidaczniają się w doświadczeniach.
Kompaktyfikacja należy do sposobów modyfikacji liczby wymiarów przestrzennych teorii fizycznej (inną drogę stanowi redukcja wymiarów). W przypadku kompaktyfikacji niektóre z dodatkowych wymiarów uznaje się za „zamknięte” w okrąg. W przypadku granicznym, gdyby te zwinięte wymiary były bardzo małe, otrzymuje się teorię o mniejszej efektywnej liczbie wymiarów. Standardową analogię stanowi tutaj wąż ogrodowy. Oglądany ze znacznej odległości, wydaje się posiadać jeden wymiar: długość. Jednak przy zbliżaniu się do węża dostrzega się kolejny wymiar na obwodzie węża. Mrówka chodząca po powierzchni węża poruszałaby się więc w dwóch wymiarach.

### Dualności

Diagram ukazuje dualności teorii strun. Żółta strzałka oznacza S-dualność, natomiast niebieska – T-dualność. Dualności te można łączyć, otrzymując odpowiedniki wszystkich pięciu teorii w obrębie M-teorii

Teorie powstające jako różne przypadki graniczne M-teorii okazują się wiązać ze sobą w nietrywialne sposoby. Jedno z istniejących powiązań pomiędzy tymi odrębnymi teoriami fizycznymi nazywa się S-dualnością. Relacja ta stanowi, że zbiór silnie oddziałujących ze sobą cząstek w jednej teorii może w pewnych przypadkach być zobrazowany jako zbiór słabo oddziałujących cząstek w kompletnie odmiennej teorii. Z grubsza mówiąc, zbiór cząstek uważany jest za oddziałujący ze sobą silnie, jeśli często łączą się i rozpadają. Natomiast cząstki oddziałujące słabo zachowują się tak rzadko. Typ I teorii strun okazuje się odpowiadać poprzez S-dualność heterotycznej teorii strun SO(32). Podobnie typ IIB wiąże się z nią nietrywialnie poprzez S-dualność.
Inną relacją pomiędzy różnymi teoriami strun jest T-dualność. Rozważać można strunę ulegającą propagacji wokół dodatkowego, cyrkularnego wymiaru. Wedle T-dualności struna ulegająca propagacji po okręgu o promieniu R równoważna jest strunie propagującej wokół okręgu o promieniu odwrotnym – 1/R – w tym sensie, że wszystkie obserwowalne wielkości w jednym opisie identyfikuje się z wielkościami opisu dualnego. Przykładowo struna posiada pęd, ulegając propagacji po okręgu i może również owijać się wokół okręgu jeden lub więcej razy. Ilość tę określa się jako liczbę obrotów. Jeśli struna ma pęd p i liczbę obrotów n w jednym opisie, będzie miała pęd n i liczbę obrotów p w opisie dualnym. Przykładowo typ IIA teorii strun jest równoważny typowi IIB przez T-dualność, a także obie wersje heterotycznej teorii strun wiążą się ze sobą przez T-dualność.
Ogólnie termin „dualność” odnosi się do sytuacji, gdy dwa w widoczny sposób różne układy fizyczne okazują się równoważne w nietrywialny sposób. Jeśli dwie teorie związane są poprzez dualność, oznacza to, że jedna z nich może być przekształcona w drugą. Inaczej mówiąc, dwie teorie są matematycznie różnymi opisami tego samego zjawiska.

### Supersymetria
Innym ważnym pojęciem grającym rolę w M-teorii jest supersymetria. Chodzi o relację matematyczną obecną w pewnych teoriach fizycznych, łączącą klasy cząstek elementarnych zwanych fermionami i bozonami. W uproszczeniu fermiony budują materię, natomiast bozony cechowania przekazują oddziaływania pomiędzy cząstkami. W teoriach supersymetrycznych każdemu bozonowi odpowiada jakiś fermion i vice versa. Gdy supersymetria nakłada się na symetrię lokalną, automatycznie otrzymuje się kwantowomechaniczną teorię obejmującą grawitację, nazywaną teorią supergrawitacji.
Teoria strun obejmująca pojęcie supersymetrii nazywa się teorią superstrun. Istnieje kilka odmiennych wersji teorii superstrun, z których wszystkie pasują do ram M-teorii. Przy niskich energiach teorie superstrunowe może przybliżać supergrawitacja w 10 wymiarach czasoprzestrzennych. Podobnie M-teoria jest w niskich energiach aproksymowana przez jedenastowymiarową supergrawitację.

### Brany
W teorii strun i teoriach z nią związanych (jak teorie supergrawitacji) brana stanowi obiekt fizyczny będący uogólnieniem cząstki punktowej w wyższych wymiarach. Przykładowo cząstkę punktową można traktować jako branę zerowymiarową, a strunę jako branę jednowymiarową. Możliwe jest także rozważenie bran o większej liczbie wymiarów. Branę o p wymiarach zwie się p-braną. Brany stanowią obiekty dynamiczne, mogące ulegać propagacji w czasoprzestrzeni zgodnie z zasadami mechaniki kwantowej. Mogą posiadać masę i inne właściwości (np. ładunek). p-brana zakreśla (p+1)-wymiarową objętość w czasoprzestrzeni, zwaną bryłą świata (objętością świata, wężem świata) (ang. worldvolume). Fizycy często badają pola analogiczne do pola elektromagnetycznego, określające worldvolume brany. Samo słowo „brana” pochodzi od słowa „membrana”, odnoszącego się do brany o dwóch wymiarach .
W teorii strun podstawowymi obiektami dającymi początek cząstkom elementarnym są jednowymiarowe struny. Choć zjawiska fizyczne opisywane przez M-teorię są jeszcze słabo rozumiane, fizycy wiedzą, że teoria opisuje brany dwu- i pięciowymiarowe. Większość współczesnych badań M-teorii dąży do lepszego zrozumienia własności tych bran.

## Historia i rozwój

### Teoria Kaluzy-Kleina
Na początku XX wieku fizycy i matematycy, w tym Albert Einstein i Hermann Minkowski, zaczęli wykorzystywać czterowymiarową geometrię do opisu świata fizycznego. Ich wysiłki zakończyły się sformułowaniem przez Einsteina ogólnej teorii względności, wiążącej grawitację z czterowymiarową czasoprzestrzenią.
Sukces ogólnej teorii względności doprowadził do wysiłków mających za cel zastosowanie geometrii o wyższej liczbie wymiarów do wyjaśnienia innych sił. W 1919 Theodor Kaluza wykazał, że w pięciowymiarowej czasoprzestrzeni można zunifikować grawitację i elektromagnetyzm w pojedyncze oddziaływanie. Pomysł ten udoskonalił fizyk Oskar Klein. Zasugerował on, że dodatkowe wymiary zaproponowane przez Kaluzę przyjmują formę okręgów o promieniu około 10-32 m.
Teoria Kaluzy-Kleina i kolejne wysiłki Einsteina zmierzające do rozwinięcia zunifikowanej teorii pola nigdy nie przyniosły sukcesu. Po części przyczyną tego była trudność w prawidłowym określeniu stosunku masy elektronu do jego ładunku. Dodatkowo teorie te rozwijały się, gdy inni fizycy zaczynali odkrywać mechanikę kwantową, która ostatecznie przyniosła sukcesy w opisie znanych oddziaływań, jak elektromagnetyzm, jak też nowych sił jądrowych, które odkryto w połowie XX wieku. Dlatego minęło prawie 50 lat, zanim ideę nowych wymiarów ponownie potraktowano poważnie.

### Wczesne prace o supergrawitacji

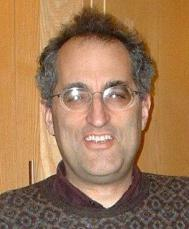
W latach 80. Edward Witten przyczynił się do zrozumienia teorii supergrawitacji. W 1995 wprowadził M-teorię, rozpoczynając drugą rewolucję superstrunową

Nowe pomysły i narzędzia matematyczne pozwoliły na świeży ogląd ogólnej teorii względności, co zaowocowało zakończeniem w latach sześćdziesiątych i siedemdziesiątych XX wieku okresu zwanego jej złotym wiekiem. W połowie lat siedemdziesiątych fizycy zaczęli badać teorie supersymetryczne o większej liczbie wymiarów, tak zwane teorie supergrawitacji .
Ogólna teoria względności nie nakłada żadnych ograniczeń na ilość możliwych wymiarów czasoprzestrzennych. Choć typowo formułuje się ją w czterech wymiarach, te same równania można napisać dla pola grawitacyjnego w dowolnej liczbie wymiarów. Supergrawitacja jest bardziej restrykcyjna, nakłada bowiem ograniczenie w postaci maksymalnej liczby wymiarów. W 1978 Werner Nahm wykazał, że maksymalna liczba wymiarów czasoprzestrzennych, dla której można sformułować spójną teorię supersymetryczną wynosi 11 . W tym samym roku Eugene Cremmer, Bernard Julia i Joel Scherk z École Normale Supérieure wykazali, że supergrawitacja nie tylko pozwala na istnienie do siedmiu wymiarów czasoprzestrzennych, ale w rzeczywistości przyjmuje najbardziej elegancką postać właśnie w maksymalnej liczbie wymiarów .
Początkowo wielu fizyków miało nadzieję, że dzięki jedenastowymiarowej kompaktyfikowalnej supergrawitacji możliwe okaże się skonstruowanie realistycznych modeli naszego czterowymiarowego świata. Nadzieja ta wynikała z tego, że takie modele zapewniałyby zunifikowany opis czterech fundamentalnych oddziaływań przyrody: elektromagnetyzmu, oddziaływań silnych, słabych i grawitacji. Zainteresowanie jedenastowymiarową supergrawitacją zanikło szybko, gdy odkryto różne wady takiego rozwiązania. Jeden z tych problemów polegał na tym, że prawa fizyki wydają się rozróżniać kierunek zgodny z ruchem zegara i przeciwny (chiralność). Edward Witten i inni zaobserwowali, że własności chiralności nie można w prosty sposób wywieść poprzez kompaktyfikację z 11 wymiarów.
Podczas pierwszej rewolucji superstrunowej w 1984 wielu fizyków badało teorię strun jako teorię unifikacji fizyki cząstek i grawitacji kwantowej. W przeciwieństwie do teorii supergrawitacji teoria strun potrafiła pomieścić chiralność obecną w modelu standardowym, zaopatrując naukę w teorię grawitacji zgodną z efektami kwantowymi. Inną cechą teorii strun przyciągającą fizyków w dwóch ostatnich dekadach XX wieku był wysoki stopień wyjątkowości. W zwykłych teoriach cząstek można rozważyć każdy zbiór cząstek elementarnych, których klasyczne zachowanie opisuje arbitralny lagranżjan. Teoria strun znacznie więcej wymusza: do lat dziewięćdziesiątych XX wieku fizycy podawali, że istnieje tylko 5 spójnych supersymetrycznych wersji teorii.

### Związek pomiędzy teoriami strun
Choć istnieje tylko kilka spójnych teorii superstrunowych, pozostaje zagadką, dlaczego nie ma tylko jednego spójnego sformułowania. Jednak gdy fizycy zaczęli sprawdzać teorie strun dokładniej, zorientowali się, że teorie te wiążą się ze sobą w zawiły i nietrywialny sposób .
W późnych latach siedemdziesiątych Claus Montonen i David Olive zapostulowali istnienie specjalnej własności pewnych teorii fizycznych . Skonkretyzowana wersja tego przypuszczenia dotyczy N=4-supersymetrycznej teorii Yanga–Millsa, opisującej cząstki podobne do kwarków i gluonów tworzących jądro atomowe. Siła, z jaką występujące w tej teorii cząstki oddziałują, mierzona jest liczbą zwaną stałą sprzężenia. Wynik Montonena i Olive'a, obecnie znany jako dualność Montonena–Olive'a, stanowi, że N=4-supersymetryczna teoria Yanga–Millsa o stałej sprzężenia g jest równoważna tej samej teorii o stałej sprzężenia 1/g. Innymi słowy, układ silnie oddziałujących cząstek (a więc o dużej stałej sprzężenia) posiada równoważny opis w postaci układu cząstek słabo oddziałujących (o małej stałej sprzężenia), i na odwrót.
W latach dziewięćdziesiątych kilku teoretyków uogólniło dualność Montonena–Olive'a do S-dualności, łączącej różne teorie strun. Ashoke Sen badał S-dualność w kontekście heterotycznych strun w czterech wymiarach  . Chris Hull i Paul Townsend wykazali, że typ IIB teorii strun o dużej stałej sprzężenia jest równoważny poprzez S-dualność tej samej teorii o małej stałej sprzężęnia . Teoretycy dowiedli też, że różne teorie strun mogą łączyć się ze sobą poprzez T-dualność. Implikuje to, że struny ulegające propagacji w całkowicie różnych geometriach czasoprzestrzeni mogą być fizycznie równoważne.

### Membrany i 5-brany
Teoria strun rozszerza zwykłą fizykę cząstek poprzez rozszerzenie 0-wymiarowych cząstek punktowych na jednowymiarowe obiekty zwane strunami. W późnych latach osiemdziesiątych XX wieku obranym przez fizyków kierunkiem badań były wysiłki zmierzające do sformułowania innych rozszerzeń, w których cząstki zastępowano dwuwymiarowymi supermembranami bądź obiektami o wyższej liczbie wymiarów, które nazwano branami. Obiekty te rozważał już w 1962 Paul Dirac , a następnie część fizyków w latach osiemdziesiątych.
Supersymetria nakłada znaczne ograniczenia na liczbę możliwych wymiarów brany. W 1987 Eric Bergshoeff, Ergin Sezgin i Paul Townsend wykazali, że jedenastowymiarowa supergrawitacja obejmuje brany dwuwymiarowe . Intuicyjnie obiekty te porównuje się do kartek bądź membran propagujących w jedenastowymiarowej czasoprzestrzeni. Krótko po tym odkryciu Michael Duff, Paul Howe, Takeo Inami i Kellogg Stelle rozważali szczególną kompaktyfikację jedenastowymiarowej supergrawitacji z jednym wymiarem zwiniętym w okrąg . Można to sobie wyobrazić jako membranę nawiniętą wokół zwiniętego wymiaru. Jeśli jego promień jest dostatecznie mały, wtedy membrana wygląda jak struna w dziesięciowymiarowej czasoprzestrzeni. W rzeczywistości Duff i współpracownicy wykazali, że taka konstrukcja dokładnie naśladuje strunę występującą w teorii superstrunowej typu IIA.
W 1990 Andrew Strominger opublikował podobne wyniki, sugerując, że silnie oddziałujące struny w 10 wymiarach mogą mieć równoważny opis w postaci słabo oddziałujących pięciowymiarowych bran . Początkowo fizycy nie potrafili udowodnić tego powiązania z dwóch istotnych przyczyn. Z jednej strony dualność Montonen–Olive'a była cały czas nieudowodniona, a przypuszczenie Stromingera było jeszcze słabsze. Z drugiej strony było wiele kwestii technicznych związanych z kwantowymi własnościami bran pięciowymiarowych. Pierwszy z tych problemów rozwiązano w 1993, gdy Ashoke Sen założył, że pewne teorie fizyczne wymagają istnienia obiektów o ładunku zarówno elektrycznym, jak i magnetycznym, które przewidywała praca autorstwa Montonen i Olive .
Pomimo tego postępu, powiązania pomiędzy strunami a branami w 5 wymiarach pozostały hipotetyczne, ponieważ teoretycy nie byli zdolni skwantyfikować bran. Począwszy od 1991, zespół badaczy, wśród których znaleźli się Michael Duff, Ramzi Khuri, Jianxin Lu i Ruben Minasian, rozważał specjalną kompaktyfikację teorii strun, w której 4 z 10 wymiarów były zwinięte. Gdy rozważa się pięciowymiarową branę nawiniętą wokół tych dodatkowych wymiarów, brana wydaje się zachowywać jak jednowymiarowa struna. W ten sposób postulowane powiązanie pomiędzy strunami i branami zredukowano do powiązania pomiędzy strunami, które można testować przy użyć dostępnych obecnie technik teoretycznych.

### Druga rewolucja superstrunowa

Schematyczna ilustracja powiązań pomiędzy M-teorią, 5 teoriami strun i jedenastowymiarową supergrawitacją. Zacieniowany obszar wskazuje rodzinę różnych scenariuszy fizycznych możliwych w M-teorii. W pewnych przypadkach granicznych (reprezentowanych na rysunku przez wierzchołki) fizykę opisywać będzie jedna z sześciu wspomnianych teorii

Podczas wystąpienia na konferencji teorii strun organizowanej przez University of Southern California w 1995 Edward Witten z Institute for Advanced Study przedstawił zaskakującą sugestię, jakoby wszystkie 5 teorii superstrunowych były w rzeczywistości przypadkami granicznymi pojedynczej teorii, obejmującej 11 wymiarów czasoprzestrzennych. Pomysł ten obejmował wszystkie poprzednie rezultaty, jak S- i T-dualność oraz dwu- i pięciowymiarowe brany w teorii strun . W następnych miesiącach pojawiły się w internecie setki nowych prac potwierdzających, że nowa teoria posługuje się membranami w istotny sposób. Obecnie ten potok publikacji określa się mianem drugiej rewolucji superstrunowej.
Do ważnych kroków należały prace Wittena z 1996 napisane wspólnie z teoretykiem strun Petrem Hořavą . Witten i Hořava zbadali M-teorię w specjalnej geometrii czasoprzestrzennej z dwoma dziesięciowymiarowymi elementami granicznymi. Ich praca rzuciła światło na matematyczną strukturę M-teorii i zasugerowała drogę połączenia M-teorii z fizyką realnego świata.

### Etymologia
Początkowo niektórzy fizycy sugerowali, że nowa teoria będzie fundamentalną teorią membran, jednak Witten był sceptyczny co do roli membran w tej teorii. W pracy z 1996 Hořava i Witten napisali, że choć zaproponowano, że ta jedenastowymiarowa teoria jest teorią supermembran, to z pewnych powodów wątpią oni w taką interpretację. Wobec tego stworzyli jej miano M-teorii, zostawiając na przyszłość, czy M będzie odnosiło się do membran.
W sytuacji niezrozumienia właściwego znaczenia i struktury M-teorii Witten zasugerował, że M może odnosić się do słów „magic” („magia”), „mystery” („tajemnica”) lub „membrane” („membrana”), wedle upodobania, a właściwe znaczenie nazwy rozstrzygnięte zostanie przy poznaniu bardziej podstawowego jej sformułowania.

## Teoria macierzowa

### Model macierzowy BFSS
W matematyce macierz jest prostokątną tablicą liczb bądź innych danych. W fizyce model macierzowy to szczególny rodzaj teorii fizycznej, której sformułowanie matematyczne stosuje w istotny sposób notację macierzową. W fizyce kwantowej model macierzowy opisuje, jak zbiór macierzy ewoluuje w czasie zgodnie z zasadami mechaniki kwantowej.
Przykładem modelu macierzowego jest model BFSS zaproponowany przez Toma Banksa, Willy’ego Fischlera, Stephena Shenkera i Leonarda Susskinda w 1997. Opisuje on zachowanie zbioru dziewięciu dużych macierzy. W oryginalnej pracy autorzy pokazali między innymi, że niskoenergetyczne ograniczenie modelu macierzowego opisuje jedenastowymiarowa supergrawitacja. Obliczenia te doprowadziły ich do propozycji, że model BFSS jest dokładnie równoważny M-teorii. Wobec tego model ten może służyć jako prototyp poprawnego sformułowania M-teorii i narzędzie do badania własności M-teorii we względnie prostych warunkach.

### Geometria nieprzemienna
W geometrii użyteczne często bywa wprowadzenie współrzędnych. Przykładowo w nauce geometrii euklidesowej definiuje się współrzędne x i y jako odległość dowolnego punktu płaszczyzny od osi. Współrzędne punktu są zazwyczaj liczbami, można więc je przez siebie mnożyć, a otrzymany w ten sposób iloczyn nie zależy od kolejności tych liczb. A więc xy = yx. Ta własność mnożenia zwie się przemiennością, a powiązanie pomiędzy geometrią i algebrą przemienną współrzędnych stanowi punkt wyjścia współczesnej geometrii.
Geometria nieprzemienna jest dziedziną matematyki, która stara się rzeczoną sytuację uogólnić. Zamiast pracy na zwyczajnych liczbach rozważa się podobne obiekty, jak macierze, których mnożenie nie spełnia prawa przemienności (a więc xy nie musi się równać yx). Można sobie wyobrazić, że te nieprzemienne obiekty są współrzędnymi pewnej przestrzeni i dowodzić twierdzeń tyczących się tych uogólnionych przestrzeni przez wykorzystanie analogii do klasycznej geometrii .
W pracy z 1998 Alain Connes, Michael R. Douglas i Albert Schwarz pokazali, że pewne aspekty modelu macierzowego i M-teorii opisuje nieprzemienna kwantowa teoria pola, specjalny rodzaj teorii fizycznej, w której współrzędne czasoprzestrzenne nie spełniają prawa przemienności. Utworzyło to połączenie pomiędzy modelami macierzowymi i M-teorią z jednej strony, a geometrią nieprzemienną z drugiej. Doprowadziło to do odkrycia powiązań pomiędzy geometrią nieprzemienną i różnymi teoriami fizycznymi  .

## Korespondencja AdS/CFT

Tesselacja przestrzeni hiperbolicznej poprzez trójkąty i kwadraty

Zastosowanie mechaniki kwantowej do zjawisk i obiektów fizycznych, jak pole elektromagnetyczne, rozciągłych w czasie i przestrzeni, znane jest jako kwantowa teoria pola . W fizyce cząstek kwantowe teorie pola tworzą bazę dla rozumienia cząstek elementarnych, modelowanych przez wzbudzenia fundamentalnych pól. Kwantowe teorie pola służą też w fizyce materii skondensowanej do modelowania obiektów przypominających cząstki, nazywanych kwazicząstkami .
Jedno z podejść do sformułowania M-teorii i badań jej własności stanowi Korespondencja AdS/CFT (anty de Sittera/konforemna teoria pola). Zaproponowana przez Juana Maldacenę pod koniec 1997, korespondencja AdS/CFT stanowi wynik teoretyczny implikujący, że M-teoria jest w pewnych przypadkach równoważna kwantowej teorii pola. Dodatkowo, prócz dostarczania spostrzeżeń na strukturę matematyczną teorii strun i M-teorii, korespondencja AdS/CFT rzuciła światło na wiele aspektów kwantowej teorii pola w obszarach, gdzie tradycyjne techniki obliczeniowe są nieefektywne .
W korespondencji AdS/CFT geometria czasoprzestrzeni opisywana jest w terminach pewnego rozwiązania równania Einsteina dla pustej przestrzeni zwanej antydesitterowską. W bardzo prostych słowach przestrzeń antydesitterowska stanowi matematyczny model czasoprzestrzeni, w którym reprezentacja odległości pomiędzy punktami (metryka) jest inna, niż w zwykłej przestrzeni euklidesowej. Blisko wiąże się z przestrzenią hiperboliczną, którą można zobrazować jako dysk Poincarego. Rysunek taki (patrz ilustracja po lewej) pokazuje tesselację dysku trójkątami i kwadratami. Odległość pomiędzy dwoma punktami leżącymi na dysku zdefiniować można tak, że wszystkie trójkąty i kwadraty są tej samej wielkości i okrągła granica dysku jest nieskończenie daleko od dowolnego punktu leżącego wewnątrz niej.

Trójwymiarowa antydesitterowska jest jak stos dysków hiperbolicznych, z których każdy reprezentuje stan Wszechświata w danym czasie. Powstaje możliwość zbadania grawitacji kwantowej, jak M-teoria, w tworzonej w ten sposób czasoprzestrzeni

Następnie należy wyobrazić sobie stos dysków hiperbolicznych, z których każdy reprezentuje stan Wszechświata w danym czasie. Powstały w ten sposób obiekt geometryczny stanowi trójwymiarową przestrzeń antydesitterowską. Wygląda ona jako wypełniony walec, którego przekrój stanowi kopię dysku hiperbolicznego. Czas biegnie wzdłuż kierunku pionowego. Powierzchnia walca odgrywa istotną rolę w korespondencji AdS/CFT. Jak na płaszczyźnie hiperbolicznej przestrzeń antydesitterowska jest zakrzywiona w taki sposób, że dowolny punkt w jej środku jest nieskończenie daleko od jej zewnętrznej granicy.
Konstrukcja taka opisuje hipotetyczny Wszechświat o tylko dwóch wymiarach przestrzennych i jednym czasowym, ale można ją uogólnić dla dowolnej liczby wymiarów. Wobec tego przestrzeń hiperboliczna może mieć powyżej dwóch wymiarów i można zebrać kopie przestrzeni hiperbolicznej, tworząc modele przestrzeni antydesitterowskiej o wyższej liczbie wymiarów.
Ważną cechą przestrzeni antydesitterowskiej jest jej granica, wyglądająca w trójwymiarowej przestrzeni antydesitterowskiej jak walec. Posiada ona taką własność, że w małym otoczeniu powierzchni wokół danego punktu wygląda jak przestrzeń Minkowskiego, model czasoprzestrzeni wykorzystywany w fizyce niegrawitacyjnej. Można więc rozważyć pomocniczą teorię, w której czasoprzestrzeń dana jest przez granicę przestrzeni anty-de Sittera. Obserwacja ta to punkt startowy dla korespondencji AdS/CFT, zgodnie z którą granicę przestrzeni antydesitterowskiej można traktować jako czasoprzestrzeń kwantowej teorii pola. Twierdzenie mówi, że ta kwantowa teoria pola jest równoważna teorii grawitacyjnej na przestrzeni antydesitterowskiej w takim sensie, że istnieje „słownik” translacji pojęć i obliczeń z jednej teorii do ich odpowiedników w drugiej teorii. Przykładowo pojedyncza cząstka w teorii grawitacyjnej może odpowiadać pewnemu zbiorowi cząstek w teorii granicy. Dodatkowo przewidywania w obu teoriach będą ilościowo identyczne, wobec czego jeśli dwie cząstki wedle teorii grawitacyjnej zderzą się z prawdopodobieństwem 40%, to odpowiadające im zbiory cząstek w teorii granicy także zderzą się z prawdopodobieństwem 40%.

### Superkonformalna teoria pola 6D (2,0)

Sześciowymiarowa superkonformalna teoria pola 6D (2,0) została wykorzystana do wytłumaczenia wyników matematycznej teorii węzłów

Wedle pewnej szczególnej realizacji korespondencji AdS/CFT M-teoria na przestrzeni produktowej AdS7×S4 jest równoważna tak zwanej teorii (2,0) na granicy sześciowymiarowej. „(2,0)” odnosi się do szczególnego typu supersymetrii obecnej w tej teorii. Przykładowo: czasoprzestrzeń w teorii grawitacyjnej jest efektywnie siedmiowymiarowa (stąd zapis AdS7), są bowiem 4 dodatkowe wymiary po kompaktyfikacji (zapisywane jako S4). W rzeczywistym świecie czasoprzestrzeń przynajmniej makroskopowo jest czterowymiarowa, więc ta wersja korespondencji nie zapewnia realistycznego modelu grawitacji. Również teoria dualna nie jest realnym modelem rzeczywistego świata, bo opisuje świat w sześciu wymiarach czasoprzestrzennych.
Niemniej teoria (2,0) okazała się ważna dla badań ogólnych własności kwantowych teorii pola. Teoria ta pociąga wiele matematycznie interesujących efektywnych kwantowych teorii pola i zwraca uwagę na nowe dualności pomiędzy nimi. Na przykład Luis Alday, Davide Gaiotto i Yuji Tachikawa wykazali, że przez kompaktyfikacje tej teorii na powierzchni można otrzymać czterowymiarową kwantową teorię pola i istnieje dualność znana jako korespondencja AGT, łącząca fizykę tej teorii z pewnymi pomysłami związanymi z samą powierzchnią . Teoretycy rozszerzyli te pomysły, by badać teorie uzyskane przez kompaktyfikację do trzech wymiarów .
Oprócz zastosowań w kwantowej teorii pola teoria (2,0) dostarczyła ważnych wyników w czystej matematyce. Na przykład istnienie teorii (2,0) wykorzystane zostało przez Wittena do fizykalnego wyjaśnienia domniemanego powiązania matematycznego zwanego geometryczną korespondencją Langlandsa . W kolejnej pracy Witten wykazał, że teorię (2,0) można wykorzystać do zrozumienia homologii Khovanova . Wprowadzona przez Michaiła Khovanova w 2000, homologia ta dostarcza narzędzia teorii węzłów, działowi matematyki badającemu i klasyfikującemu różnorodne kształty węzłów . Inne zastosowanie teorii (2,0) zostało zaprezentowane w pracy Davide Gaiotto, Grega Moore’a i Andrew Neitzke'a, którzy wykorzystali pomysły z fizyki do otrzymania nowych wyników w geometrii hyperkähler .

### Superkonforemna teoria pola ABJM
Wedle innej realizacji korespondencji AdS/CFT M-teoria na AdS4×S7 jest równoważna kwantowej teorii pola zwanej teorią ABJM w trzech wymiarach. W tej wersji korespondencji 7 wymiarów M-teorii jest zwiniętych, pozostawiono 4 nieskompaktyfikowane. Jako że czasoprzestrzeń naszego Wszechświata jest czterowymiarowa, ta wersja korespondencji dostarcza nieco bardziej realistycznego opisu grawitacji.
Teoria ABJM pojawiająca się w tej wersji korespondencji jest także interesująca z innych przyczyn. Wprowadzona przez Aharony'ego, Bergmana, Jafferisa i Maldacenę, blisko wiąże się z inną kwantową teorią pola zwaną teorią Cherna-Simonsa. Ta ostatnia spopularyzowana została przez Wittena w późnych latach osiemdziesiątych XX wieku z powodu swych zastosowań w teorii węzłów . W dodatku teoria ABJM służy jako częściowo realistyczny uproszczony model do rozwiązywania problemów powstałych w fizyce materii skondensowanej.

## Fenomenologia

Przekrój przez rozmaitość Calabiego–Yau

Poza istnieniem jako obiekt badań teoretyków M-teoria zapewnia ramy dla budowania modeli świata rzeczywistego, które łączą ogólną teorię względności z modelem standardowym. Fenomenologia w odniesieniu do cząstek stanowi dział fizyki teoretycznej, obejmujący konstrukcję realistycznych modeli przyrody z bardziej abstrakcyjnych idei teoretycznych. Fenomenologia strun stanowi część teorii strun, obejmującą starania mające na celu budowę realistycznych modeli fizyki cząstek na bazie strun i M-teorii .
Zazwyczaj modele takie bazują na kompaktyfikacji (światy strunowe stanowią alternatywną drogę wyprowadzania fizyki świata rzeczywistego z teorii strun . Zaczynając od dziesięcio- bądź jedenastowymiarowej czasoprzestrzeni teorii strun bądź M-teorii, fizycy postulują kształt nadmiarowych wymiarów. Dokładnie wybierając ich kształt, potrafią zbudować modele przypominające model standardowy, wraz z dodatkowymi, nieodkrytymi jeszcze cząstkami . Częsty sposób wyprowadzania rzeczywistej fizyki z teorii strun wychodzi od heterotycznej teorii strun w dziesięciu wymiarach, przyjmując zwinięcie sześciu nadmiarowych wymiarów przestrzennych w kształt przypominający sześciowymiarową rozmaitość Calabiego–Yau. Rozmaitości Calabiego–Yau oferują wiele sposobów wyprowadzania fizyki rzeczywistego świata z teorii strun. Inne, podobne metody, można wykorzystać dla budowy realistycznych modeli czterowymiarowego świata na bazie M-teorii.
Częściowo z powodu trudności teoretycznych i matematycznych, a częściowo z powodu niezwykle wysokich energii koniecznych do eksperymentalnego przetestowania tych hipotez nie ma obecnie dowodów doświadczalnych, które niewątpliwie wskazałyby którykolwiek z tych modeli jako poprawny fundamentalny opis przyrody. W efekcie część społeczności naukowej krytykuje próby unifikacji i kwestionuje wartość kontynuowania badań nad tym problemem .

### Kompaktyfikacja rozmaitościG2
W jednym z podejść do fenomenologii M-teorii teoretycy zakładają, że 7 nadmiarowych wymiarów przestrzennych M-teorii przybiera kształt rozmaitości G2. Chodzi o siedmiowymiarowy obiekt skonstruowany przez matematyka, Dominica Joyce’a z Uniwersytetu Oksfordzkiego. Rozmaitości G2 są ciągle słabo poznane matematycznie. Fakt ten utrudnia fizykom pełny rozwój tego podejścia do fenomenologii.
Przykładowo: fizycy i matematycy często zakładają, że przestrzeń ma matematyczną własność zwaną gładkością. Jednak własności tej nie można założyć w przypadku rozmaitości G2 w celu wyprowadzenia fizyki codziennego czterowymiarowego świata. Inny problem polega na tym, że rozmaitości G2 nie są rozmaitościami zespolonymi, więc teoretycy nie mogą wykorzystać analizy zespolonej. Ponadto istnieje wiele otwartych pytań o istnienie, unikatowość i inne własności rozmaitości G2, a matematykom brak systemowych sposobów badania tych rozmaitości.

### Heterotyczna M-teoria
Z powodu trudności związanych z rozmaitościami G2 większość wysiłków zmierzających ku konstrukcji realistycznych teorii fizyki, opierających się na M-teorii bardziej pośrednio, podchodzi do kompaktyfikacji czasoprzestrzeni jedenastowymiarowej. Jedno z podejść, zapoczątkowane przez Wittena, Hořavę, Ovruta i innych, znane jest jako heterotyczna M-teoria. Opiera się ona na wyobrażeniu jednego z jedenastu wymiarów M-teorii zwiniętego w okrąg. Jeśli okrąg ten będzie bardzo mały, czasoprzestrzeń będzie w praktyce dziesięciowymiarowa. Przyjmuje się następnie, że sześć z dziesięciu wymiarów tworzy rozmaitość Calabiego–Yau. Jeśli rozmaitość Calabiego–Yau również będzie mała, pozostanie teoria czterowymiarowa.
Heterotyczną M-teorię wykorzystano do konstrukcji modeli kosmologii bran, w których widzialny Wszechświat leży na branie w przestrzeni o wyższej liczbie wymiarów. Spowodowała ona także powstanie alternatywnych hipotez wczesnego Wszechświata, które nie opierają się na teorii inflacji.